# نیکولاس اوئودک
نیکولاس اوئودک (انگلیسی: Nicolas Ouédec؛ زادهٔ ۲۸ اکتبر ۱۹۷۱) بازیکن فوتبال اهل فرانسه است.
از باشگاه‌هایی که در آن بازی کرده‌است می‌توان به باشگاه فوتبال مون‌پلیه، باشگاه فوتبال نانت، باشگاه فوتبال دالیان هایچانگ، باشگاه فوتبال شاندونگ لیونگ، باشگاه فوتبال اسپانیول، باشگاه فوتبال پاری سن ژرمن، و باشگاه فوتبال بارسلونا اشاره کرد.
وی همچنین در تیم‌های ملی فوتبال زیر ۲۱ سال فرانسه و فرانسه بازی کرده‌است.